# 紅燒肉
紅燒肉，是指通常以豬肉與醬油為主原料製做而來的一種華人家常食品，也可用其他哺乳動物的肉體來做主原料，為歷史悠久的傳統名菜，起源時間難以追溯。其樣式與製作方法多變，并無統一烹調配方。中國幾乎每個地方與飯店都有其獨特的樣式風格，配料多樣，傳統的樣式肥肉多於瘦肉。紅燒肉冬天食用可以抗寒，蛋白質含量很高，但同时飽和脂肪的含量也较高，患有代謝症候群則不宜多食。有一些知名菜式如東坡肉等，現時很多泡麵以紅燒口味作為招攬。

## 各地樣式

### 台灣红燒肉
在台灣，紅燒是「燒」的其中一種烹調法，因為會加入大量的醬油、冰糖等調味料，讓菜肴成品呈現紅褐色，故稱作「紅燒」，是台式料理經常運用的手法。台式紅燒肉通常是以五花肉為主體，在鍋中加入蔥、薑、蒜、白胡椒、五香粉（或滷包）、台灣米酒等材料（嗜辣者亦會加入辣椒做增色調味，台灣客家人另有加入客家鹹菜一同滷煮的做法），於鍋中燉煮至五花肉入味軟嫩而成的料理，台灣民間另有加入蘋果西打、可樂、沙士等碳酸飲料來讓肉質軟嫩的作法。

### 上海红燒肉
上海燒肉以豬肉與百葉結搭配一起製做為其特色，烹調方法需要放很多食用油與醬油，與其它樣式相比比例更高。肉色外表發黑發亮，可是食用時並不會覺得油膩。其制作过程中往往需要焦糖调色。
在「上海市2011年高校十大美食」评选中，华理红烧肉以其口感醇厚并且油而不腻，色香味俱全而排名第一，成为一道上海高校界知名的菜肴。
江浙燒肉中梅乾菜扣肉最有特色，用梅乾菜的鹹味與色澤讓燒肉的口味變得更加豐盛，特徵為具有軟爛、味道甘甜的口感。杭州有放了很多酒燉煮大肉塊聞名中國的的東坡肉

### 無錫红燒肉
無錫燒肉用麵筋搭豬肉來製作燒肉是它的特徵，調味方法上注重甜和咸，搭配口感軟綿的麵筋使风致與其它地方的燒肉差別最大。

### 湖南红燒肉
湖南燒肉的風格是喜愛用乾豆角來烹飪，放水裡泡發處理過的乾豆角味道上和豬肉很搭配，作用是可讓豬肉更為軟嫩，湖南红燒肉吃起來的口感為軟中帶韌，味道鮮甜豐富。中国前最高领导人毛泽东生前极其钟爱红烧肉，不少湘菜馆的红烧肉也以“毛氏红烧肉”命名。然而由于毛泽东年少时曾见过酱油的发酵过程，因观感不佳如同蛆虫漂浮而终生不食酱油，故正宗的“毛氏红烧肉”并不是用酱油上色，而是用炒好的焦糖上色。

### 江西红燒肉
江西燒肉使用江西盛產的竹筍一起烹飪，竹筍在肉體有8分熟的時候一起放入燉煮，此外還會添加一些酒精度數高的酒與紅辣椒讓其口感變得清香微辣。

## 製作方法
市面與網絡上有很多不同種類的製作方法，此處列出最普通的製作方法，最主要的原料為五花肉與醬油，配料有鹽、油、蔥、醋、冰糖。將五花肉切成尺寸一致的方塊然後放入水加入100克酒15鐘後取出洗凈，放入注水的鍋中接著所有配料放進去煮一小時就可以了。